# Fahd ibn Abd al-Aziz Al Su’ud
Fahd ibn Abd al-Aziz Al Su’ud (arab.: فهد بن عبد العزيز آل سعود Fahd ibn ’Abd al-Azīz Āl Su’ūd; ur. w 1921 w Rijadzie, zm. 1 sierpnia 2005) – król Arabii Saudyjskiej od 1982 do 2005.
Jego ojcem był twórca współczesnej monarchii saudyjskiej, król Abd al-Aziz ibn Su’ud. Fahd studiował w krajach arabskich, w USA oraz w Europie Zachodniej. Brał udział w pierwszej sesji ONZ w 1945 w Nowym Jorku. W 1953 roku został mianowany ministrem oświaty, w tym samym roku reprezentował Arabię Saudyjską na koronacji królowej Anglii Elżbiety II. Od 1962 do 1975 roku był ministrem spraw wewnętrznych, 1964–1975 II wiceprzewodniczącym Rady Konsultacyjnej (doradczego organu króla). Po zabójstwie przyrodniego brata Fajsala (1975) i wstąpieniu na tron Chalida został mianowany I wiceprzewodniczącym Rady Konsultacyjnej oraz wyznaczony na następcę tronu. Kontynuował działalność dyplomatyczną, w 1979 roku podpisał porozumienie o współpracy gospodarczej i wojskowej z USA.
Po śmierci króla Chalida (13 czerwca 1982 r.) wstąpił na tron. Prowadził politykę rozwoju gospodarczego i technicznego Arabii Saudyjskiej, jednocześnie utrzymując dobre kontakty z Amerykanami (m.in. zwrócił się o pomoc wojskową w 1990 roku po zajęciu przez Irak Kuwejtu). Od 1996 r. ciężko chory, w obowiązkach państwowych był faktycznie zastępowany przez brata, następcę tronu księcia Abd Allaha.
W 1995 roku przeszedł udar mózgu. 1 sierpnia 2005 roku zmarł na zapalenie płuc. Po jego śmierci w wielu państwach Bliskiego Wschodu ogłoszono żałobę narodową.
Podawane są również inne lata urodzenia króla Fahda: 1920, 1921, 1922.

## Odznaczenia
- Łańcuch Orderu Zasługi Cywilnej (Hiszpania, 1977)[4]
- Krzyż Wielki Orderu Zasługi Cywilnej (Hiszpania, 1977)[4]
- Królewski Łańcuch Wiktoriański (Wielka Brytania)[5]